# Derobrochus craterae
Derobrochus craterae is een fossiele soort schietmot uit de familie Polycentropodidae.